# Circonscription de Barker
Pour les articles homonymes, voir Barker.
La circonscription de Barker est une circonscription électorale australienne en Australie-Méridionale. Elle a été créée en 1903 et porte le nom de Collet Barker qui explora l'embouchure du Murray.
Elle a toujours été située dans les zones rurales du sud-est de l'Australie-Méridionale centrée sur les villes de Bordertown et de Mount Gambier mais, ces dernières années, ses limites ont été repoussées vers le nord pour comprendre les rives du Riverland. Ses principaux centres sont Berri, Bordertown, Loxton, Millicent, Mount Gambier, Murray Bridge, Naracoorte et Renmark.
Elle a toujours été un siège sûr pour les partis conservateurs.

## Représentants
| Nom              | Parti            | Période de mandat |
| ---------------- | ---------------- | ----------------- |
| Langdon Bonython | Protectionniste  | 1903–1906         |
| John Livingston  | Antisocialiste   | 1906–1909         |
| John Livingston  | Commonwealth     | 1909–1916         |
| John Livingston  | Nationaliste     | 1916–1922         |
| Malcolm Cameron  | Libéral (1922)   | 1922–1925         |
| Malcolm Cameron  | Nationaliste     | 1925–1931         |
| Malcolm Cameron  | United Australia | 1931–1934         |
| Archie Cameron   | Rural            | 1934–1940         |
| Archie Cameron   | United Australia | 1940–1944         |
| Archie Cameron   | Libéral          | 1944–1951         |
| Archie Cameron   | Libéral et rural | 1951-1954         |
| Archie Cameron   | Libéral          | 1954–1956         |
| Jim Forbes       | Libéral          | 1956–1975         |
| James Porter     | Libéral          | 1975–1990         |
| Ian McLachlan    | Libéral          | 1990–1998         |
| Patrick Secker   | Libéral          | 1998–2013         |
| Tony Pasin       | Libéral          | 2013–en cours     |

## Résultats
| Parti                            | Parti                        | Candidat                     | Voix    | %     | ±     |
| -------------------------------- | ---------------------------- | ---------------------------- | ------- | ----- | ----- |
|                                  | Libéral                      | Tony Pasin                   | 56 330  | 53,24 | −4,64 |
|                                  | Travailliste                 | Mark Braes                   | 22 054  | 20,85 | −0,16 |
|                                  | Verts                        | Rosa Hillam                  | 7 841   | 7,41  | +0,57 |
|                                  | Une nation                   | Carlos Quaremba              | 6 958   | 6,58  | +6,58 |
|                                  | UAP                          | David Swiggs                 | 4 222   | 3,99  | −1,93 |
|                                  | Indépendant                  | Maddy Fry                    | 3 190   | 3,02  | +3,02 |
|                                  | National                     | Jonathan Pietzsch            | 2 531   | 2,39  | −0,26 |
|                                  | Indépendant                  | Vince Pannell                | 1 913   | 1,81  | +1,81 |
|                                  | Fédération                   | Kym Hanton                   | 760     | 0,72  | +0,72 |
| Total des suffrages exprimés     | Total des suffrages exprimés | Total des suffrages exprimés | 105 799 | 93,04 | −1,39 |
| Votes nuls                       | Votes nuls                   | Votes nuls                   | 7 909   | 6,96  | +1,39 |
| Participation                    | Participation                | Participation                | 113 708 | 92,20 | −2,33 |
| Résultat de préférence bipartite |                              |                              |         |       |       |
|                                  | Libéral                      | Tony Pasin                   | 70 483  | 66,62 | −2,32 |
|                                  | Travailliste                 | Mark Braes                   | 35 316  | 33,38 | +2,32 |
|                                  | Libéral retenir              | Libéral retenir              | Swing   | −2,32 |       |